# Joan Batlle i Valls
Joan Batlle i Valls (Calella de la Costa, 21 de juny del 1872 – Blanes, 17 d'abril del 1939) va ser un sacerdot i músic blanenc.
Va fer estudis eclesiàstics, especialitzant-se en música eclesiástica. Un cop ordenat, ocupà la plaça d'organista de l'església parroquial de Blanes. Arriba a Blanes l'any 1896, i aquest mateix any comença a organitzar a la parròquia una "capella" o coral masculina per acompanyar les funcions religioses. La batejà amb el nom de "Capella de Santa Cecília" (Santa Cecília és la patrona dels músics), i vetllà perquè els cantaires aprenguessin solfeig. Posteriorment, l'amplià amb una secció femenina, i el conjunt resultant fou l'esperó per a la fundació de l'Orfeó de Blanes.

## Obra
Com a compositor, l'any 1904, va escriure una obra coneguda com "Regina Caeli", que es un Cant de l'Àngel (Al·leluia) . Aquesta peça continua sent interpretada durant la Setmana Santa, destacant com a element distintiu de la cultura local a Blanes. La partitura va estar custodiada per la família Joseph Cosialls fins a l'any 2004, quan va ser entregada a la parròquia de Santa Maria. Mossèn Batlle va compondre diverses versions d''Al·leluies', més la que va transcendir el temps és aquesta en concret". També fou autor del Miserere que s'hi canta a la processó del Divendres Sant.
A més a més de música eclesiàstica, també va compondre obres de caràcter més popular. El 1919 musicà la versió dels Pastorets que havia fet Pere Puig i Plensa, Pastors i Misteris, i que es va estrenar al "Círcol Catòlic" de Blanes.
Es conserven obres seves als fons musicals de l'església parroquial de Sant Esteve d'Olot (SEO). Més concretament, dos motets.

## Homenatge
En homenatge pòstum, l'any 1966, després de 27 anys de la seva mort, l'ajuntament de Blanes posà el seu nom al col·legi Graduada Mixta "Mossèn Joan Batlle". L’any 2007 s'enderroca l'escola Mossèn Joan Batlle per construir un nou centre al barri de Ca la Guidó. El centre havia quedat obsolet i patia problemes estructurals. El nou centre renovat entrà en funcionament el curs 2008-09.